# Kojdy
Kojdy (deutsch Koiden) ist ein Ort in der polnischen Woiwodschaft Ermland-Masuren. Er gehört zur Gmina Łukta (Landgemeinde Locken) im Powiat Ostródzki (Kreis Osterode in Ostpreußen).

## Geographische Lage
Kojdy liegt im Westen der Woiwodschaft Ermland-Masuren, 23 Kilometer nordöstlich der Kreisstadt Ostróda (deutsch Osterode in Ostpreußen).

## Geschichte
Das vor 1871 Koyden genannte kleine Dorf bestand in seinem Ursprung aus ein paar kleinen Höfen. 1874 kam es zum neu errichteten Amtsbezirk Ziegenberg (polnisch Kozia Góra) im Kreis Osterode in Ostpreußen. Als die Landgemeinde Koiden sich zum 30. September 1928 mit dem Gutsbezirk Falkenstein (polnisch Zajączkowo) zur neuen Landgemeinde Falkenstein zusammenschloss, wechselte sie gleichzeitig in den Amtsbezirk Falkenstein.
In Kriegsfolge wurde Koiden 1945 zusammen mit dem ganzen südlichen Ostpreußen an Polen überstellt. Das Dorf, das wieder eigenständig wurde, erhielt die polnische Namensform „Kojdy“ und ist heute – eingegliedert in das Schulzenamt (polnisch Sołectwo) Lusajny (Luzeinen) – eine Ortschaft innerhalb der Landgemeinde Łukta (Locken) im Powiat Ostródzki (Kreis Osterode in Ostpreußen), bis 1998 der Woiwodschaft Olsztyn, seither der Woiwodschaft Ermland-Masuren zugehörig. Im Jahre 2011 zählte Kojdy 80 Einwohner.

## Kirche
Bis 1945 war Koiden in die evangelische Kirche Locken (Łukta) in der Kirchenprovinz Ostpreußen der Kirche der Altpreußischen Union, außerdem in die römisch-katholische Kirche Neu Kockendorf (Nowe Kawkowo) eingepfarrt.
Heute gehört Kojdy katholischerseits zur Kirche Nowe Kawkowo im Erzbistum Ermland sowie zur evangelischen Kirche Łęguty (Langgut), einer Filialkirche von Osterode in Ostpreußen in der Diözese Masuren der Evangelisch-Augsburgischen Kirche in Polen.

## Verkehr
Kojdy liegt an der Woiwodschaftsstraße 530, die die Stadt  Ostróda mit Dobre Miasto (Guttstadt) verbindet. Eine Anbindung an den Bahnverkehr besteht nicht.